# Exorista frontata
Exorista frontata là một loài ruồi trong họ Tachinidae.